# Madura Kulatunga
Madura Kulatunga (en singhalais : මධුර කුලතුංග), né le 23 mars 1980 à Matara, en Sri Lanka, est un ingénieur logiciel sri-lankais connu pour être le fondateur de Madura English–Sinhala Dictionary,,.

## Biographie
Kulatunga est scolarisé au Royal College, Colombo,. Il a obtenu une maîtrise en technologie de l'information à Sikkim Manipal University,. Il s'est qualifié professionnellement en tant que Microsoft Certified Systems Engineer,,.

## Carrière
Kulatunga a compris les difficultés d'utilisation des dictionnaires imprimés anglais-cinghalais,,. Pour surmonter ce défi, il a décidé de créer un dictionnaire électronique,,. Ensuite, il a développé le Madura English–Sinhala Dictionary, rendu librement accessible au grand public,,. Il est devenu le développeur du premier dictionnaire anglais-cinghalais en ligne au monde,,.